# Episodi di Gunsmoke (quinta stagione)
La quinta stagione della serie televisiva Gunsmoke è andata in onda negli Stati Uniti dal 5 settembre 1959 all'11 giugno 1960 sulla CBS.
| nº | Titolo originale         | Prima TV USA      | Titolo italiano | Prima TV Italia |
| -- | ------------------------ | ----------------- | --------------- | --------------- |
| 1  | Target                   | 5 settembre 1959  |                 |                 |
| 2  | Kitty's Injury           | 19 settembre 1959 |                 |                 |
| 3  | Horse Deal               | 26 settembre 1959 |                 |                 |
| 4  | Johnny Red               | 3 ottobre 1959    |                 |                 |
| 5  | Kangaroo                 | 24 ottobre 1959   |                 |                 |
| 6  | Tail to the Wind         | 10 ottobre 1959   |                 |                 |
| 7  | Annie Oakley             | 17 ottobre 1959   |                 |                 |
| 8  | Saludos                  | 31 ottobre 1959   |                 |                 |
| 9  | Brother Whelp            | 7 novembre 1959   |                 |                 |
| 10 | The Boots                | 14 novembre 1959  |                 |                 |
| 11 | Odd Man Out              | 21 novembre 1959  |                 |                 |
| 12 | Miguel's Daughter        | 28 novembre 1959  |                 |                 |
| 13 | Box o' Rocks             | 5 dicembre 1959   |                 |                 |
| 14 | False Witness            | 12 dicembre 1959  |                 |                 |
| 15 | Tag, You're It           | 19 dicembre 1959  |                 |                 |
| 16 | Thick 'n' Thin           | 26 dicembre 1959  |                 |                 |
| 17 | Groat's Grudge           | 2 gennaio 1960    |                 |                 |
| 18 | Big Tom                  | 9 gennaio 1960    |                 |                 |
| 19 | Till Death Do Us         | 16 gennaio 1960   |                 |                 |
| 20 | The Tragedian            | 23 gennaio 1960   |                 |                 |
| 21 | Hinka Do                 | 30 gennaio 1960   |                 |                 |
| 22 | Doc Judge                | 6 febbraio 1960   |                 |                 |
| 23 | Moo Moo Raid             | 13 febbraio 1960  |                 |                 |
| 24 | Kitty's Killing          | 20 febbraio 1960  |                 |                 |
| 25 | Jailbait Janet           | 27 febbraio 1960  |                 |                 |
| 26 | Unwanted Deputy          | 5 marzo 1960      |                 |                 |
| 27 | Where'd They Go          | 12 marzo 1960     |                 |                 |
| 28 | Crowbait Bob             | 26 marzo 1960     |                 |                 |
| 29 | Colleen So Green         | 2 aprile 1960     |                 |                 |
| 30 | The Ex-Urbanites         | 9 aprile 1960     |                 |                 |
| 31 | I Thee Wed               | 16 aprile 1960    |                 |                 |
| 32 | The Lady Killer          | 23 aprile 1960    |                 |                 |
| 33 | Gentleman's Disagreement | 30 aprile 1960    |                 |                 |
| 34 | Speak Me Fair            | 7 maggio 1960     |                 |                 |
| 35 | Belle's Back             | 14 maggio 1960    |                 |                 |
| 36 | The Bobsy Twins          | 21 maggio 1960    |                 |                 |
| 37 | Old Flame                | 28 maggio 1960    |                 |                 |
| 38 | The Deserter             | 4 giugno 1960     |                 |                 |
| 39 | Cherry Red               | 11 giugno 1960    |                 |                 |

## Target
- Prima televisiva: 5 settembre 1959
- Diretto da: Andrew V. McLaglen
- Scritto da: John Meston
- Soggetto di: Les Crutchfield

### Trama
- Guest star: Darryl Hickman (Danny Kader), Frank DeKova (capo gitano), John Carradine (Pa Kader), Suzanne Lloyd (Nayomi)

## Kitty's Injury
- Prima televisiva: 19 settembre 1959
- Diretto da: Buzz Kulik
- Scritto da: John Meston
- Soggetto di: Marian Clark

### Trama
- Guest star: Anne Seymour (Cora Judson), Karl Swenson (Raff Judson), Don Dubbins (Lootie Judson)

## Horse Deal
- Prima televisiva: 26 settembre 1959
- Diretto da: Andrew V. McLaglen
- Scritto da: John Meston

### Trama
- Guest star: Trevor Bardette (Slim), Harry Carey, Jr. (Deesha), Bill Catching (Joe), Michael Hinn (Worth), Bartlett Robinson (Bowers), Fred Holliday (Harper)

## Johnny Red
- Prima televisiva: 3 ottobre 1959
- Diretto da: Buzz Kulik
- Scritto da: John Meston
- Soggetto di: Les Crutchfield

### Trama
- Guest star: James Drury (Johnny Red), Abel Fernández (Nate), Dennis McMullan (Ponca City Kid), Josephine Hutchinson (Mrs. Crale)

## Kangaroo
- Prima televisiva: 24 ottobre 1959
- Diretto da: Jesse Hibbs
- Scritto da: John Meston

### Trama
- Guest star: John Crawford (Hod Scurlock), Peter Whitney (Ira Scurlock), Lew Brown (Jim Bride), Richard Rust (Dal Scurlock)

## Tail to the Wind
- Prima televisiva: 10 ottobre 1959
- Diretto da: Christian Nyby
- Soggetto di: Les Crutchfield

### Trama
- Guest star: Harry Townes (Pezzy Neller), Harry Swoger (Burke Reese), Alice Backes (Cora Neller), Alan Reed, Jr. (Harlow Reese)

## Annie Oakley
- Prima televisiva: 17 ottobre 1959
- Diretto da: Jesse Hibbs
- Scritto da: John Meston

### Trama
- Guest star: John Anderson (Dolliver), Florence MacMichael (Kate Kinsman), George Mitchell (Jeff Kinsman)

## Saludos
- Prima televisiva: 31 ottobre 1959
- Diretto da: Andrew V. McLaglen
- Scritto da: John Meston
- Soggetto di: Les Crutchfield

### Trama
- Guest star: Jack Elam (Clem Steed), Robert J. Wilke (Pegger), Gene Nelson (Joe Foss), Connie Buck (Sochi)

## Brother Whelp
- Prima televisiva: 7 novembre 1959
- Diretto da: R. G. Springsteen
- Scritto da: John Meston
- Soggetto di: Les Crutchfield

### Trama
- Guest star: Dabbs Greer (Wilbur Jonas), John Clarke (Tom Rutgers), Lew Gallo (Sted Rutgers), Ellen Clark (Tassy)

## The Boots
- Prima televisiva: 14 novembre 1959
- Diretto da: Jesse Hibbs
- Scritto da: John Meston

### Trama
- Guest star: John Larch (Zeno), Richard Eyer (Tommy), Wynn Pearce (Hank Fergus)

## Odd Man Out
- Prima televisiva: 21 novembre 1959
- Diretto da: Andrew V. McLaglen
- Scritto da: John Meston
- Soggetto di: Les Crutchfield

### Trama
- Guest star: Dallas Mitchell (cowboy), Elizabeth York (Mrs. Peel), Clem Fuller (Clem), Dabbs Greer (Wilbur Jonas), William Phipps (Hody Peel), Elisha Cook, Jr. (Cyrus Tucker), George Selk (Moss Grimmick)

## Miguel's Daughter
- Prima televisiva: 28 novembre 1959
- Diretto da: Andrew V. McLaglen
- Scritto da: John Meston
- Soggetto di: Marian Clark

### Trama
- Guest star: Ed Nelson (Rusk Davis), Simon Oakland (Miguel Ramirez), Fintan Meyler (Chavela Ramirez), Wesley Lau (Ab Cole)

## Box o' Rocks
- Prima televisiva: 5 dicembre 1959
- Diretto da: R. G. Springsteen
- Scritto da: Les Crutchfield

### Trama
- Guest star: William Fawcett (Packy Roundtree), Howard McNear (Pete), Vaughn Taylor (reverendo Blouze), Larry J. Blake (Jed Crooder), Gertrude Flynn (Mrs. Blouze)

## False Witness
- Prima televisiva: 12 dicembre 1959
- Diretto da: Ted Post
- Scritto da: John Meston

### Trama
- Guest star: Len Hendry (Hank), Norman Sturgis (Jake), Wayne Rogers (Tom Morey), Robert Griffin (giudice), Wright King (Romey Crep), Richard Sinatra (Bob), Brad Trumbull (Sawyer), Harold Goodwin (commesso)

## Tag, You're It
- Prima televisiva: 19 dicembre 1959
- Diretto da: Jesse Hibbs
- Scritto da: Les Crutchfield

### Trama
- Guest star: Madlyn Rhue (Rusty), Paul Langton (Karl Killion), Harold Goodwin (commesso), Greg Stewart (Tex)

## Thick 'n' Thin
- Prima televisiva: 26 dicembre 1959
- Diretto da: Stuart Heisler
- Soggetto di: Les Crutchfield

### Trama
- Guest star: Percy Helton (Otie Perkins), Robert Emhardt (Brace McCoy), Tina Menard (Summer Dove)

## Groat's Grudge
- Prima televisiva: 2 gennaio 1960
- Diretto da: Andrew V. McLaglen
- Scritto da: John Meston
- Soggetto di: Marian Clark

### Trama
- Guest star: Ben Wright, Thomas Coley (Tom Haskett), Ross Elliott (Lee Grayson)

## Big Tom
- Prima televisiva: 9 gennaio 1960
- Diretto da: Andrew V. McLaglen
- Scritto da: John Meston
- Soggetto di: Marian Clark

### Trama
- Guest star: Harry Lauter (Clay Crane), Robert J. Wilke (Tom Burr), Don Megowan (Hob Creel), Gregg Palmer (Harry), Howard Caine (Brady), Rand Harper (Jim)

## Till Death Do Us
- Prima televisiva: 16 gennaio 1960
- Diretto da: Jean Yarbrough
- Scritto da: Les Crutchfield

### Trama
- Guest star: Rayford Barnes (Puggy Rado), Milton Selzer (Jezra Cobb), Mary Field (Minerva Cobb)

## The Tragedian
- Prima televisiva: 23 gennaio 1960
- Diretto da: Arthur Hiller
- Scritto da: John Meston
- Soggetto di: Les Crutchfield

### Trama
- Guest star: Howard McNear (Joe), John Abbott (Edward Vanderman), Harry Wood (Ben), Stanley Clements (Brad)

## Hinka Do
- Prima televisiva: 30 gennaio 1960
- Diretto da: Andrew V. McLaglen
- Scritto da: Les Crutchfield

### Trama
- Guest star: Ric Roman (Manuel), Nina Varela (Mamie), Michael Greene (cowboy), Bob Hopkins (Pete), Walter Burke (Herman Bleeker), Richard Reeves (ubriaco)

## Doc Judge
- Prima televisiva: 6 febbraio 1960
- Diretto da: Arthur Hiller
- Scritto da: John Meston

### Trama
- Guest star: Barry Atwater (Brice Harp), Dennis Cross (Bob), Dabbs Greer (Wilbur Jonas), George Selk (Moss Grimmick)

## Moo Moo Raid
- Prima televisiva: 13 febbraio 1960
- Diretto da: Andrew V. McLaglen
- Scritto da: John Meston
- Soggetto di: Les Crutchfield

### Trama
- Guest star: John Close (Joe), Lane Bradford (Tush), Raymond Hatton (Onie), Richard Evans (Pete), Ron Hayes (Cary), Robert Karnes (Bert), Tyler McVey (Gib)

## Kitty's Killing
- Prima televisiva: 20 febbraio 1960
- Diretto da: Arthur Hiller
- Scritto da: John Meston

### Trama
- Guest star: John Pickard (Ollie Radford), Clem Fuller (Clem), Abraham Sofaer (Jacob Leech)

## Jailbait Janet
- Prima televisiva: 27 febbraio 1960
- Diretto da: Jesse Hibbs
- Scritto da: Les Crutchfield

### Trama
- Guest star: John Larch (Dan), Bartlett Robinson (Crocker), Nan Peterson (Janet), Jon Lormer (commesso), Steve Terrell (Jerry)

## Unwanted Deputy
- Prima televisiva: 5 marzo 1960
- Diretto da: Andrew V. McLaglen
- Scritto da: John Meston
- Soggetto di: Marian Clark

### Trama
- Guest star: Joe Haworth (Charlie), Dick Rich (Rudd), Ray Boyle (Tourney), Mary Carver (Maise), Charles Aidman (Vince Walsh), Edward Faulkner (Harry), Craig Fox (Lee)

## Where'd They Go
- Prima televisiva: 12 marzo 1960
- Diretto da: Jesse Hibbs
- Scritto da: John Meston
- Soggetto di: Les Crutchfield

### Trama
- Guest star: Jack Elam (Clint Dodie), Dabbs Greer (Wilbur Jonas), Betty Harford (Medora Dodie)

## Crowbait Bob
- Prima televisiva: 26 marzo 1960
- Diretto da: Andrew V. McLaglen
- Scritto da: Les Crutchfield

### Trama
- Guest star: Shirley O'Hara (Martha), Hank Patterson (Crowbait Bob), Ned Glass (Elbin), John Apone (Ace)

## Colleen So Green
- Prima televisiva: 2 aprile 1960
- Diretto da: Jean Yarbrough
- Scritto da: John Meston
- Soggetto di: Les Crutchfield

### Trama
- Guest star: Harry Swoger (Bull Reeger), Clem Fuller (Clem), Perry Ivins (Employee), Joanna Moore (Colleen Tawny), Dabbs Greer (Wilbur Jonas), Robert Brubaker (Jim Buck), Harold Goodwin (commesso)

## The Ex-Urbanites
- Prima televisiva: 9 aprile 1960
- Diretto da: Andrew V. McLaglen
- Scritto da: John Meston

### Trama
- Guest star: Robert J. Wilke (Pitt), Lew Brown (Nate), Ken Curtis (Jesse)

## I Thee Wed
- Prima televisiva: 16 aprile 1960
- Diretto da: Jesse Hibbs
- Scritto da: John Meston
- Soggetto di: Les Crutchfield

### Trama
- Guest star: Hank Patterson (giudice), Allyn Joslyn (Sam Hackett), Alice Frost (Hester Hackett)

## The Lady Killer
- Prima televisiva: 23 aprile 1960
- Diretto da: Andrew V. McLaglen
- Scritto da: John Meston

### Trama
- Guest star: Clem Fuller (Clem), George Selk (Moss Grimmick), Ross Elliott (Grant Lucas), Jan Harrison (Mae Talmey), Harry Lauter (Cy Welch), Charles Sterrett (cowboy)

## Gentleman's Disagreement
- Prima televisiva: 30 aprile 1960
- Diretto da: Jesse Hibbs
- Scritto da: Les Crutchfield

### Trama
- Guest star: Val Dufour (Ed Beaudry), Tom Reese (Tulsa), Fintan Meyler (Jeanne Wells), Adam Kennedy (Bert Wells), Joseph Hamilton (Pete)

## Speak Me Fair
- Prima televisiva: 7 maggio 1960
- Diretto da: Andrew V. McLaglen
- Scritto da: Les Crutchfield

### Trama
- Guest star: Douglas Kennedy (Traych), Perry Cook (Gunner), Chuck Roberson (conducente), Ken Curtis (esploratore)

## Belle's Back
- Prima televisiva: 14 maggio 1960
- Diretto da: Jesse Hibbs
- Scritto da: Les Crutchfield

### Trama
- Guest star: Gage Clarke (Dobie), Nita Talbot (Belle Ainsley), Nancy Rennick (Phyllis), Dan White (Ainsley)

## The Bobsy Twins
- Prima televisiva: 21 maggio 1960
- Diretto da: Jesse Hibbs
- Scritto da: John Meston

### Trama
- Guest star: Charles MacArthur (Taylor), Richard Chamberlain (Pete), Jean Howell (Lavinia), Paul Hahn (Les), Ralph Moody (Harvey Finney), Clem Fuller (Clem), Buck Young (Buck Grant), Hank Patterson (Carl), Morris Ankrum (Merle Finney), John O'Malley (uomo)

## Old Flame
- Prima televisiva: 28 maggio 1960
- Diretto da: Jesse Hibbs
- Scritto da: John Meston
- Soggetto di: Marian Clark

### Trama
- Guest star: Clem Fuller (Clem), Peggy Stewart (Mary), Marilyn Maxwell (Dolly Winters), Hal Smith (Dobie), Lee Van Cleef (Rad Meadows)

## The Deserter
- Prima televisiva: 4 giugno 1960
- Diretto da: Arthur Hiller
- Scritto da: John Meston
- Soggetto di: Marian Clark

### Trama
- Guest star: Henry Brandon (sindaco), Harry Bartell (Jed), Jean Inness (Maddie), Rudy Solari (caporale Lurie), Charles Fredericks (sergente Strafe), Joseph V. Perry (Radin)

## Cherry Red
- Prima televisiva: 11 giugno 1960
- Diretto da: Andrew V. McLaglen
- Scritto da: Les Crutchfield

### Trama
- Guest star: Douglas Kennedy (Yancey)